# Ден Бур, Вим
Виллем (Вим) ден Бур (нидерл. Willem "Wim" den Boer; 4 октября 1914, Роттердам — 16 февраля 1993, Лейден) — нидерландский филолог-классик и антиковед. Профессор древней истории Лейденского университета (1946—1979), его ректор в 1963—1964 годах.
Член Нидерландской королевской АН (1969). Автор более ста научных работ.
Сын инженера-кораблестроителя. Учился теологии и затем классической филологии в Лейденском университете (бакалавр, 1940), где получил докторскую степень (Ph.D.). С 1946 года преподавал там же, профессор, был деканом факультета искусств.

## Личная жизнь
Отец — Виллем ден Бур, мать — Майке Стейнтье Вандрагер. Родители были родом из Шарлоса, они поженились в октябре 1913 года в Роттердаме.
Женился в возрасте двадцати пяти лет — его супругой стала 24-летняя Адолфине Жаннетте Баккер Диркс, уроженка Роттердама. Их брак был зарегистрирован 21 мая 1940 года в Роттердаме.
Умер 16 февраля 1993 года в Лейдене в возрасте 78 лет.